# 短首魮
短首魮（学名：Barbus breviceps）為輻鰭魚綱鯉形目鯉科的其中一個種。該物種於1936年由Ethelwynn Trewavas描述，分布於非洲庫內內河及奧塔萬戈河流域，體長可達7.7公分。

## 扩展阅读
維基物種上的相關：短首魮